# Centrale éolienne de Meru
 (2020).
La Centrale éolienne de Meru (en langue anglaise:  Meru Wind Power Station ou encore Meru Wind Farm, est un projet de centrale éolienne terrestre  de 400 MW dont la construction est prévue au Kenya,.

## Emplacement
La construction de la centrale éolienne de Meru est prevue dans le nord-ouest du comté de Meru, près de la frontière entre le Comté de Meru et celui de Isiolo, au sud de l' aéroport d'Isiolo. Cet emplacement se trouve à environ 274 km au nord-est de Nairobi, la capitale et la plus grande ville du Kenya.

## Aperçu historique
Dans le cadre des efforts de diversification des sources nationales d'électricité, le gouvernement Kenyan prévoit de construire une centrale éolienne de 400 mégawatts dans le comté de Meru. Kenya Electricity Generating Company, groupe contrôlé par le gouvernement est chargé d’exploiter la centrale dont la première phase d'une capacité de production de 100 MW devait initialement mise en service en 2017, mais la construction a été retardée en raison de litiges fonciers.
Une centrale hybride combinant le solaire, l’éolien et le stockage d’électricité par batterie de 80 MW  est aussi prévue pour 2020.

## Partenaires
La première phase du projet d'une capacité de 100 mégawatts coûtera environ 270 millions de dollars américains (26,4 milliards de shillings kényans), empruntés à l'Agence française de développement (AfD) et à la Banque allemande de développement (KfW 